# TV1 (马来西亚电视台)
TV1是马来西亚的一个公共免费电视台，由马来西亚广播电视运营。该电视台于1963年12月28日开台，是马来西亚最早的电视台，并在2012年8月21日起全天24小时播出。
在1972年至1994年，TV1和教育电视在周末共用时间，直到1994年3月1日才由TV1全面播出，TV2的教育电视也在1999年末终止播放。
TV1自从1997年旧频道5，频道1就是来自Astro之后2007年10月1日起有三个号码是在频道101 (SD)
2019年4月1日起，TV1连同TV2和TV Okey三个数码频道myfreeview转换为1080i 16:9制式播出节目。
2021年4月1日起，TV1连同TV2两个卫星频道Astro转换为1080i 16:9制式播出。
TV1播出的播放国歌将每日 05:58 - 06:00。